# Alpha Beta
Alpha Beta é um filme de drama do Reino Unido dirigido por Anthony Page.

## Resumo
Adaptação cinematográfica da conhecida peça de E.A. Whitehead, sobre duas pessoas que durante a sua vida de casados, se aborrecem um ao outro.

## Elenco
- Albert Finney
- Rachel Roberts